# Manfred Vohrer
Manfred Vohrer (ur. 21 czerwca 1941 w Reutlingen) – niemiecki polityk, ekonomista i nauczyciel akademicki, deputowany Bundestagu VII, VIII i IX kadencji, poseł do Parlamentu Europejskiego III kadencji.

## Życiorys
Odbył praktyki jako technik i sprzedawca, następnie wieczorowo ukończył szkołę średnią. Studiował ekonomię na uniwersytetach w Tybindze, Lozannie i Fryburgu Bryzgowijskim. Na Uniwersytecie Albrechta i Ludwika we Fryburgu w 1971 uzyskał doktorat na podstawie pracy poświęconej mobilności rolników w okolicach Fryburga Bryzgowijskiego, pracował na tej uczelni jako asystent w katedrze polityki ekonomicznej. Wykładał również handel zagraniczny w Fachhochschule Reutlingen i prowadził własne gospodarstwo rolne. Od 1968 do 1972 w ramach organizacji Bund Badischer Landjugend prowadził sekcję młodzieży, szkolnictwa i ochrony środowiska. Od 1988 kierował instytutem doradzającym w sprawach środowiska państwom rozwijającym się (w 2002 przekształconym w Global-Woods International AG Münstertal).
W 1961 zaangażował się w działalność polityczną w ramach Wolnej Partii Demokratycznej (FDP). W latach 1972–1983 zasiadał w Bundestagu VII, VIII i IX kadencji (wybierany w Badenii-Wirtembergii). W partii odpowiadał za kwestie finansów i współpracy ekonomicznej. Należał do Zgromadzenia Parlamentarnego Unii Zachodnioeuropejskiej i Zgromadzenia Parlamentarnego Rady Europy, w którym był sekretarzem generalnym i przewodniczącym grupy liberałów. W 1989 wybrano go do Parlamentu Europejskiego III kadencji. Przystąpił do frakcji liberałów i demokratów. Był członkiem Komisji ds. Rolnictwa, Rybołówstwa i Rozwoju Wsi, Komisji ds. Środowiska Naturalnego, Zdrowia Publicznego i Ochrony Konsumentów oraz Wspólnego Zgromadzenia AKP-EWG.
Był członkiem rady programowej powiązanej z FDP Fundacji im. Friedricha Naumanna, kierował też organizacją Freundeskreis Walter Scheel. Od 1999 zaangażowany w działania chroniące klimat, w tym celu sprzedał większość swego majątku. Zakupił ziemię w różnych częściach świata w celu jej zalesiania (łącznie kilkanaście tysięcy hektarów), analogiczne działania podjęła jego firma Global-Woods International AG (w której został przewodniczącym rady nadzorczej). Zaangażował się także w system handlu uprawnieniami do emisji dwutlenku węgla.

## Odznaczenia
Odznaczony m.in. Krzyżem Zasługi na Wstędze Orderu Zasługi Republiki Federalnej Niemiec i francuskim Orderem Narodowym Zasługi.

## Życie prywatne
Jest żonaty, ma pięcioro dzieci.